# Pfannenstiel (berg i Schweiz)
Pfannenstiel är ett berg i Schweiz.   Det ligger i distriktet Bezirk Meilen och kantonen Zürich, i den centrala delen av landet, 100 km öster om huvudstaden Bern. Toppen på Pfannenstiel är 853 meter över havet.
Terrängen runt Pfannenstiel är kuperad åt sydväst, men åt nordost är den platt. Runt Pfannenstiel är det tätbefolkat, med 297 invånare per kvadratkilometer.. Närmaste större samhälle är Zürich, 12,3 km nordväst om Pfannenstiel. 
Omgivningarna runt Pfannenstiel är en mosaik av jordbruksmark och naturlig växtlighet.